# Narwana
Narwana (en hindi: नरवाना ) es una ciudad de la India en el distrito de Jind, estado de Haryana.

## Geografía
Se encuentra a una altitud de 235 m s. n. m. a 171 km de la capital estatal, Chandigarh, en la zona horaria UTC +5:30.

## Demografía
Según estimación 2011 contaba con una población de 62 205 habitantes.